# Robert Fraser
Pour les articles homonymes, voir Fraser.
Ne pas confondre avec l'acteur américain Robert Frazer.
Robert Fraser (13 août 1937 – 27 janvier 1986) est un marchand d'art britannique.  Surnommé « Groovy Bob », il fut un proche ami de Paul McCartney et des Rolling Stones.

## Biographie
Fils d'un banquier qui appartenait au cercle des administrateurs de la Tate Gallery, Robert Fraser ouvre une galerie d'art à Londres, au 69 Duke Street, en 1962, après avoir été militaire dans le régiment des King's African Rifles, service national suivi d'un long voyage aux États-Unis. Aidé par son père, Robert Fraser devient une figure centrale de la scène culturelle anglaise des années 1960. Il est, avec l'autre grand galeriste britannique John Kasmin (en), l'un des spécialistes du Pop art britannique, qui émerge dès le milieu des années 1950. La scénographie de sa galerie est conçue par Cedric Price. La Robert Fraser Gallery expose des artistes tels que Balthus, Clive Barker, Hans Bellmer, Peter Blake, Harold Cohen, Jim Dine, Jean Dubuffet, Gilbert & George, Richard Hamilton, Jann Haworth, René Magritte, Eduardo Paolozzi, Robert Rauschenberg, Bridget Riley, Edward Ruscha et Andy Warhol.
En 1966, Fraser expose des œuvres de Jim Dine et provoque un scandale. La Metropolitan Police doit intervenir, décroche les œuvres pour public indecency (l'équivalent en France d'« atteinte aux bonnes mœurs ») et se voit condamné à une amende. Il est, dès cette époque, une figure centrale des Swinging Sixties. L'un des membres des Beatles, Paul McCartney, se lie d'amitié avec lui. De nombreuses personnalités se retrouvent certains soirs dans son appartement, situé 23 Mount Street, aussi diverses que Michael Cooper, Christopher Gibbs, Marianne Faithfull, Dennis Hopper, Terry Southern, William Burroughs, Kenneth Anger... C'est Southern qui lui donna le surnom de « Groovy Bob ». Les membres du groupe The Rolling Stones sont aussi du nombre.
C'est Fraser qui, consulté comme conseiller artistique par McCartney, recommande de confier la conception graphique des albums Sgt Pepper Lonely Hearts Club Band et The Beatles, à des artistes de la galerie. En 1967, Fraser, Mick Jagger et Keith Richards, dans la résidence de ce dernier, sont arrêtés par la police pour consommation illicite de stupéfiants. Fraser prit la défense des musiciens, assumant l'entière responsabilité, et fut condamné à six mois de travaux d'intérêt général. Après cet épisode, sa galerie déclina, et ferma en 1969. Selon Keith Richards, qui vivait à cette époque dans l'appartement de Fraser, c'est là qu'il composa la chanson Gimme Shelter.
Dans les années 1970, Fraser quitte Londres et part sur les routes de l'Inde.
Au début des années 1980, il revient à Londres et ouvre sur Cork Street une seconde galerie. En 1983, il y expose le travail de Brian Clarke, puis de Jean-Michel Basquiat et Keith Haring. Il vend sa galerie en 1985 à Victoria Miro.
Atteint du sida, il est pris en charge par le Terrence Higgins Trust et meurt en janvier 1986, dans l'appartement londonien de sa mère.
En février 2015, la branche londonienne de la Pace Gallery (en) a présenté A Strong Sweet Smell of Incense, A Portrait of Robert Fraser, une exposition qui a pris comme source d'inspiration le personnage et la carrière de Robert Fraser.

## Sources
- Harriet Vyner : Groovy Bob: the life and times of Robert Fraser (Faber, Londres, 1999).